# オリョール戦線
オリョール戦線（ロシア語: Орловский фронт、オリョール方面軍、もしくはオリョール正面軍とも）は、第二次世界大戦中（独ソ戦中期）、ソ連南西部のオリョール地域に短期間設置された赤軍の方面軍級部隊である。

## 概要
1943年3月27日、中央戦線と西部戦線の部隊から編成。
翌3月28日、ブリャンスク戦線に改称。

## 編制
- 第3軍 - 1941年3月27日～3月28日
- 第61軍 - 1941年3月27日～3月28日
- 第15航空軍 - 1941年3月27日～3月28日

## 指揮官
- 司令官：マークス・レイテル大将
- 軍事会議議員：I.スサイコフ戦車兵中将
- 参謀長：L.サンダロフ中将